# Municipio de Adams (condado de Champaign)
El municipio de Adams (en inglés: Adams Township) es un municipio ubicado en el condado de Champaign en el estado estadounidense de Ohio. En el año 2010 tenía una población de 1110 habitantes y una densidad poblacional de 13,8 personas por km².

## Geografía
El municipio de Adams se encuentra ubicado en las coordenadas 40°14′1″N 83°57′36″O / 40.23361, -83.96000. Según la Oficina del Censo de los Estados Unidos, el municipio tiene una superficie total de 80.42 km², de la cual 80,42 km² corresponden a tierra firme y (0 %) 0 km² es agua.

## Demografía
Según el censo de 2010, había 1110 personas residiendo en el municipio de Adams. La densidad de población era de 13,8 hab./km². De los 1110 habitantes, el municipio de Adams estaba compuesto por el 97,48 % blancos, el 0,36 % eran afroamericanos, el 0,27 % eran amerindios, el 0,09 % eran asiáticos, el 0,09 % eran de otras razas y el 1,71 % eran de una mezcla de razas. Del total de la población el 1,26 % eran hispanos o latinos de cualquier raza.